# Anna Badajeva
Anna Badajeva (Wit-Russisch: Анна Вячеславовна Бадаева) (Minsk, 12 januari 1988) is een Wit-Russisch langebaanschaatsster, die gespecialiseerd is in de korte sprintafstanden. Ze maakte tot 2013 deel uit van de KIA Speed Skating Academy van SportNavigator.nl.
Badajeva nam deel aan diverse internationale toernooien, waaronder driemaal aan de Wereldkampioenschappen sprint. Haar beste klasseringen bij het WK Sprint is de 28e plaats in 2011. Ondanks dat ze veel sprinttoernooien rijdt, nam ze ook eenmaal deel aan het Europees kampioenschap van 2009 in Thialf, waarop ze 25e werd.

## Persoonlijke records
| Afstand    | Tijd    | Datum            | Baan                        |
| ---------- | ------- | ---------------- | --------------------------- |
| 500 meter  | 39,68   | 5 februari 2011  | Minsk                       |
| 1000 meter | 1.18,86 | 13 december 2009 | Salt Lake City              |
| 1500 meter | 2.03,73 | 4 oktober 2008   | Calgary                     |
| 3000 meter | 4.28,67 | 24 november 2007 | Calgary                     |
| 5000 meter | 9.54,70 | 19 februari 2006 | Minsk (Natuurijs/Openlucht) |

## Resultaten
| Jaar | WK sprint            | EK allround         | Wereldbeker                 | WK junioren          |
| ---- | -------------------- | ------------------- | --------------------------- | -------------------- |
| 2005 |                      |                     |                             | NC32 (24, 32, 33, -) |
| 2006 | 34e (37, 36, 36, 34) |                     |                             |                      |
| 2007 |                      |                     | 46e 500m                    | 24e (7, 31, 19, 24)  |
| 2008 | 29e (30, 32, 29, 29) |                     | 12e 100m 46e 500m 50e 1000m |                      |
| 2009 |                      | NC25 (9, 28, 26, -) | 28e 100m 52e 500m 59e 1000m |                      |
| 2010 |                      |                     |                             |                      |
| 2011 | NC29 (27, 28, 28, -) |                     | 43e 500m                    |                      |

- = geen deelname
DQ# = diskwalificatie voor de #e afstand
NC# = niet gekwalificeerd voor de laatste afstand, maar wel als # geklasseerd in de eindrangschikking
(#, #, #, #) = afstandspositie op sprinttoernooi (500m, 1000m, 500m, 1000m), op allroundtoernooi (500m, 5000m, 1500m, 10000m) of op juniorentoernooi (500m, 1500m, 1000m, 3000m).